# چیستوچینا (آلاسکا)
چیستوچینا (به انگلیسی: Chistochina) شهری در ناحیه سرشماری والدز-کوردووا، آلاسکا ایالت آلاسکا است که جمعیت آن در سرشماری سال ۲۰۰۰ میلادی ۹۳ نفر بوده‌است.

## موقعیت جغرافیایی
موقعیت جغرافیایی شهرها و مناطق اطراف به شرح زیر است: